# آرپه (ون، نیدربرندورف)
آرپه (به انگلیسی: Arpe)، رودی از نوردراین-وستفالن واقع در کشور آلمان در غرب هخ‌زاورلاند است. این رود، ریزابه‌ای از ونه است که به نیدربرندورف، ناحیه ای از اشمالنبرگ می‌پیوندد. نباید آن را با رود دیگری با همین نام اشتباه گرفت، آرپه (واقع در ونه برگه) نیز ریزابه چپی از ونه در هخ‌زاورلاند است، اما به برگه (Berge)، ناحیه ای از مشده می‌پیوندد.